# Золотопрофсоюз
«Золотопрофсоюз» — советский футбольный клуб из города Чита. Клуб основан не позднее 1937 года.

## История
Клуб основан не позднее 1937 года в городе Чита. Другое название команды «Золото и платина». «Золотопрофсоюз» участник розыгрыша Кубка СССР в 1937 году. «Золотопрофсоюз» одна из первых команд, которая представила Читинскую область (ныне Забайкальский Край) в чемпионатах СССР по футболу. Дебютант чемпионата СССР 1937 года в Группе «Города Востока». После чемпионата СССР по футболу 1937 года команда покинула розыгрыш и во всесоюзных соревнованиях не участвовала.

## История футбола в Чите
Начало футбольной истории в Чите имеет несколько версии — одна из них: сведения о возникновении футбольных команд в Чите относятся к 1911—1912 годам. Александр Кнохт, сын предпринимателя, после обучения в Одесском коммерческом университете, познакомил читинскую молодежь с новой игрой и создал команду «Триумф».
Другая — Первый футбольный мяч был привезен в Читу в июне 1910 года. Тогда же в Чите появились и правила игры. Летом была организована первая футбольная команда «Сибиряк», второй было присвоено наименование «Забайкалец».
Первый документально засвидетельствованный матч был проведен в Чите 15 июля 1912 года. Игра проходила на Атамановской площади. «Первая Читинская команда» выиграла у «Униона» со счетом 2:1. 02 июня 1918 в Чите состоялся международный матч между «Унионом» и командой австро-венгерских военнопленных. Мадьяры выиграли со счетом 4:1. Имеются сведения о проведении футбольных матчей в Чите во время Гражданской войны, организованных известным скульптором и педагогом, лидером скаутского движения в Забайкалье И. Н. Жуковым. В проведенном в 1920 году первенстве города участвовало 7 команд: «Гимназисты», «Кооперативная», «Стрела», «Дальний Вокзал» (ж/д станция Чита-1), «Спорт», «Юнкера» (команда юнкерского училища), «Самарцы» (команда одной из войсковых частей каппелевских войск). В 1921 году было проведено первенство Читы, чемпионом стала команда «Сибиряк».
В 1925 году в Хабаровске прошло первенство Дальневосточного края, команда города Читы были первыми. С 1930 года читинские футболисты участвовали на первенстве Восточно-Сибирского края. В начале 1930-х годов футбольные команды создавались и в районах.
Первое выступление Читинской команды на Всесоюзных соревнованиях было в 1937 году — команда «Золотопрофсоюз» приняла участие в розыгрыше Кубка СССР.

## Достижения
- 5 место в чемпионате СССР по футболу 1937 года в Группе «Города Востока».
- 1/32 финала розыгрыша Кубка СССР в 1937 году.

|           |   | Клуб                              | место | И | В | Н | П | М     | О  |
|           |   | «Золотопрофсоюз» (Чита)           |       |   |   |   |   |       |    |
| Группа ГВ | 3 | Группа «Города Востока». 1937 год | 5/7   | 6 | 2 | 0 | 4 | 11-24 | 10 |
| ИТОГО     |   |                                   | 1     | 6 | 2 | 0 | 4 | 11-24 | 10 |